# Poimenesperus fulvomarmoratus
Poimenesperus fulvomarmoratus là một loài bọ cánh cứng trong họ Cerambycidae.